# Lotusboom
De lotusboom (Diospyros lotus) is een plant uit de familie Ebenaceae.
Het is een bladverliezende, winterharde boom, die 15-30 m hoog kan worden. De bladeren zijn afwisselend geplaatst, ovaal, toegespitst, gaafrandig en 5-15 × 2,5-6 cm groot. Het blad is donkergroen en glanzend aan de bovenkant en lichtgroen en behaard aan de onderzijde. Een oude boom krijgt een sterk gegroefde bast. 
De plant bloeit in juni en juli met kleine, groene bloemen met een grote bloemkelk. De vruchten worden lotusvrucht of dadelpruim genoemd. Ze zijn 1-2 cm groot, kersvormig, aan het begin gelig en glimmend waarna ze rijpen naar blauwzwart. Ze smaken zoet en zijn niet lang houdbaar.
De lotusboom komt van nature voor in het zuidoosten van Europa en het westen van Azië. De plant wordt in Frankrijk en Duitsland gekweekt voor zijn vruchten. De vruchten zijn In België en Nederland niet in de handel verkrijgbaar. Wel kan de plant in Nederland en België bij gespecialiseerde kwekerijen worden gekocht.
In de Hortus botanicus Leiden staat een lotusboom die daar in 1736 is geplant.

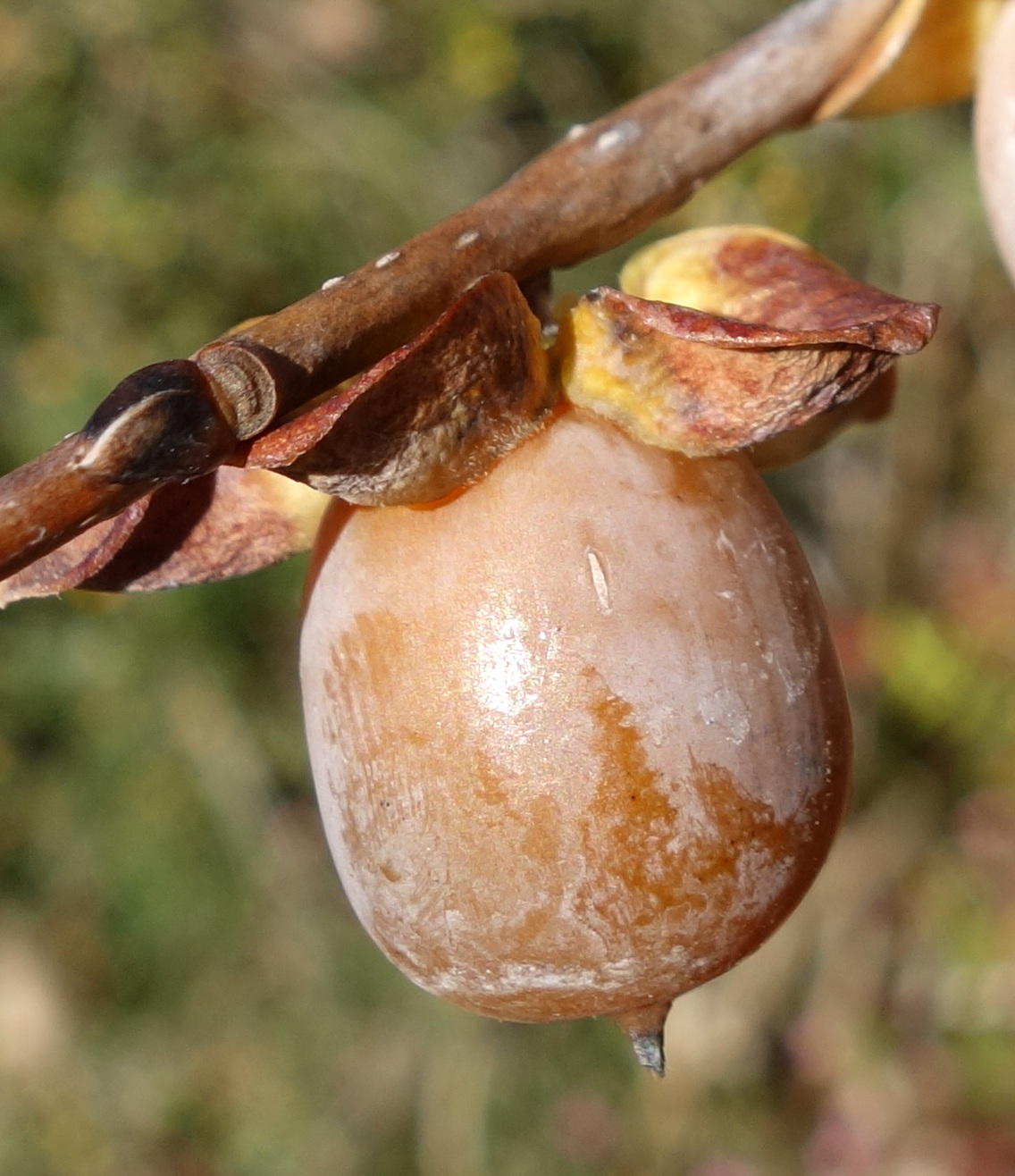
Vrucht
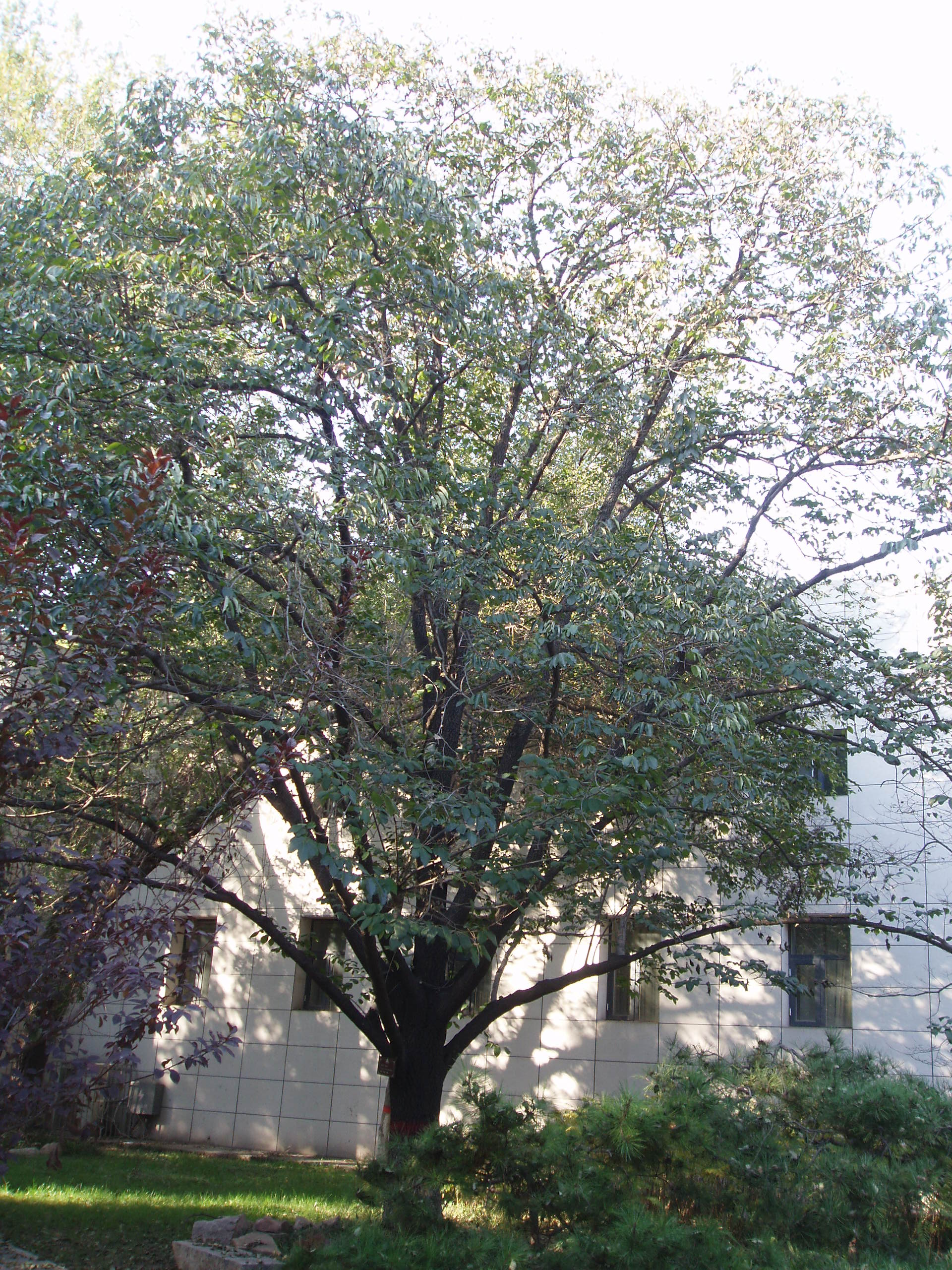
Boom

... · 
D. digyna (Zwarte zapote) ·  
D. discolor (Mabolo) ·  
D. kaki (Kaki) ·  
D. lotus (Lotusboom) ·  
D. mespiliformis (Jakhalsbes) ·  
D. montana (Bergpersimoen) ·  
D. sandwicensis (Lama) ·  
D. virginiana (Amerikaanse persimoen) ·  
...